# یاسوهیده ایهارا
یاسوهیده ایهارا (انگلیسی: Yasuhide Ihara؛ زادهٔ ۸ مارس ۱۹۷۳) بازیکن فوتبال اهل ژاپن است.
از باشگاه‌هایی که در آن بازی کرده‌است می‌توان به باشگاه فوتبال ساگان توسو اشاره کرد.